# リム (機械)

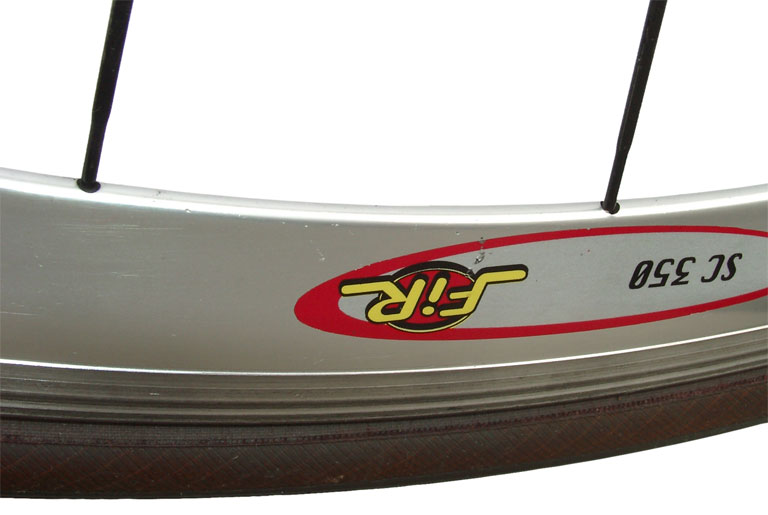
自転車のリム部分。

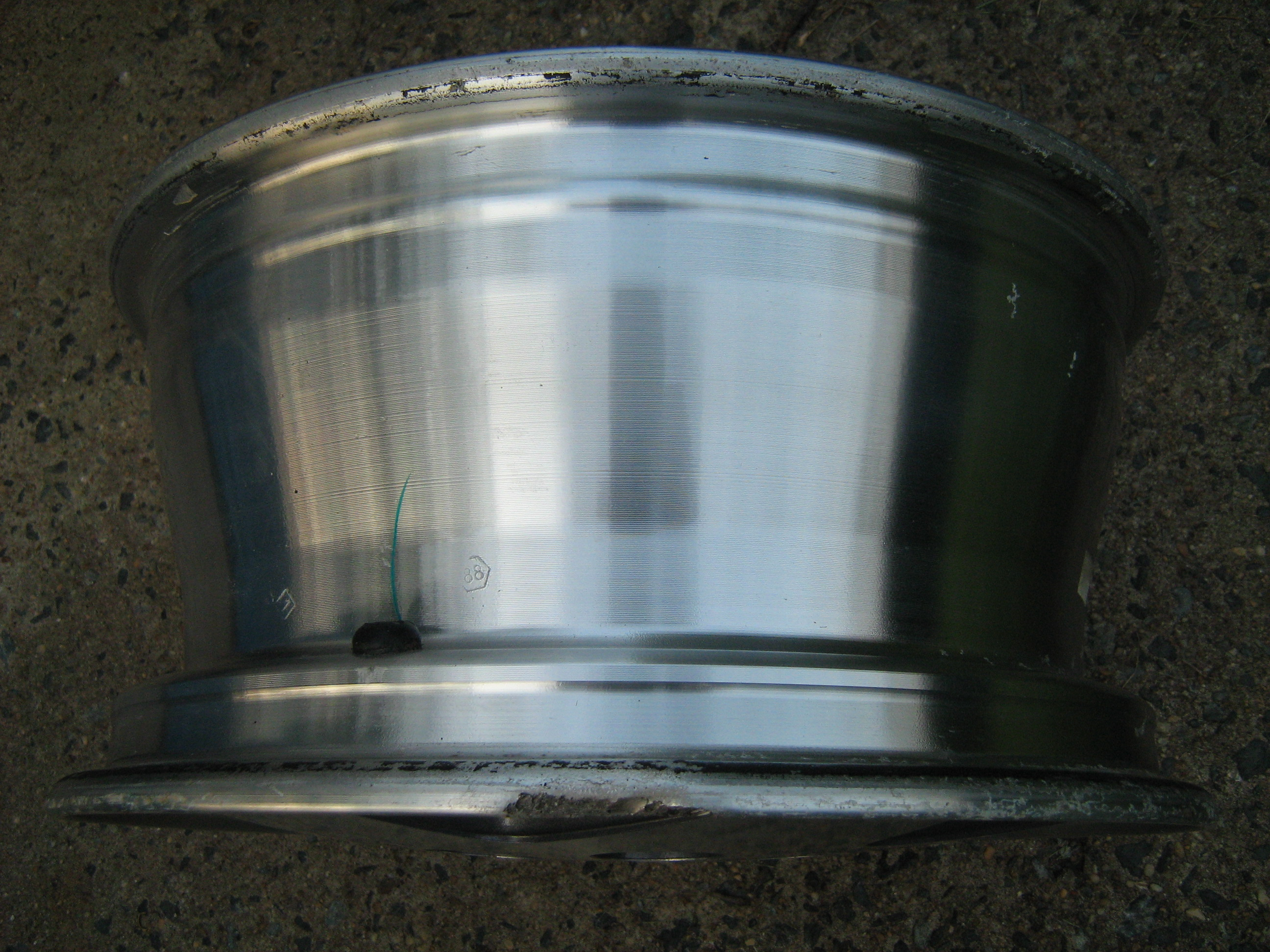
自動車ホイールのリム部分。

リム（英: rim）は、鉄道車両・自動車・オートバイ・自転車などの車輪を構成する部品の一つ。車輪の外縁部にあって全体の形状を支えている硬質の円環である。

## 概要
自転車やオートバイの場合、内側はスポークでハブに固定され、外側はタイヤを挟んではずれないよう押さえている。リム、スポーク、ハブが一体になった構造のものもあり、用途や製法によってはスポークが一枚の板で構成されたような形状の物もある。金属製、プラスチック製、FRP製、木製などのリムがある。
鉄道車両の場合は、輪軸が線路と接触する外周部分の金属部品である。